# Ernesto Bazzaro

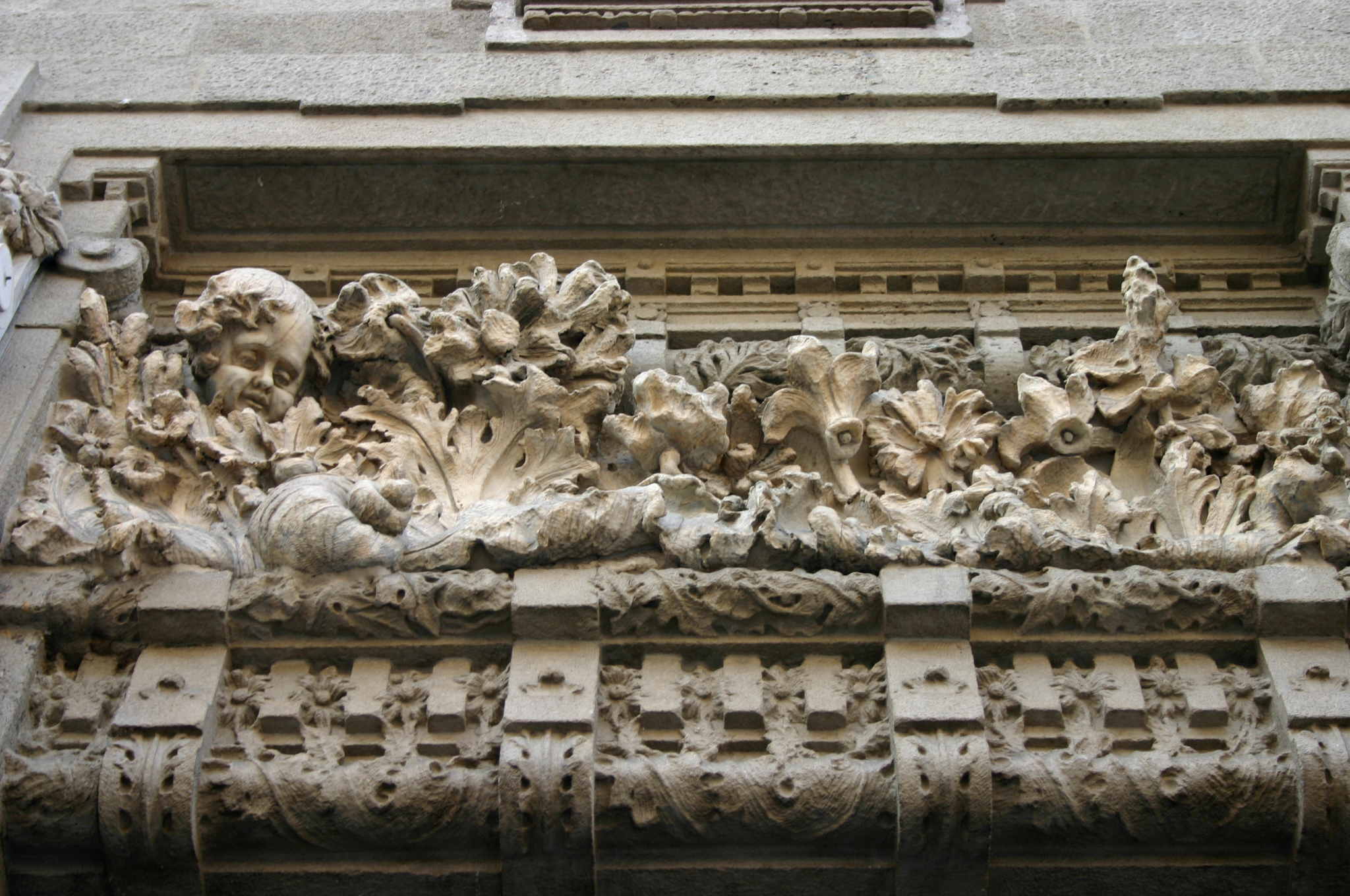
Ornamentierter Architrav in Mailand, 1904

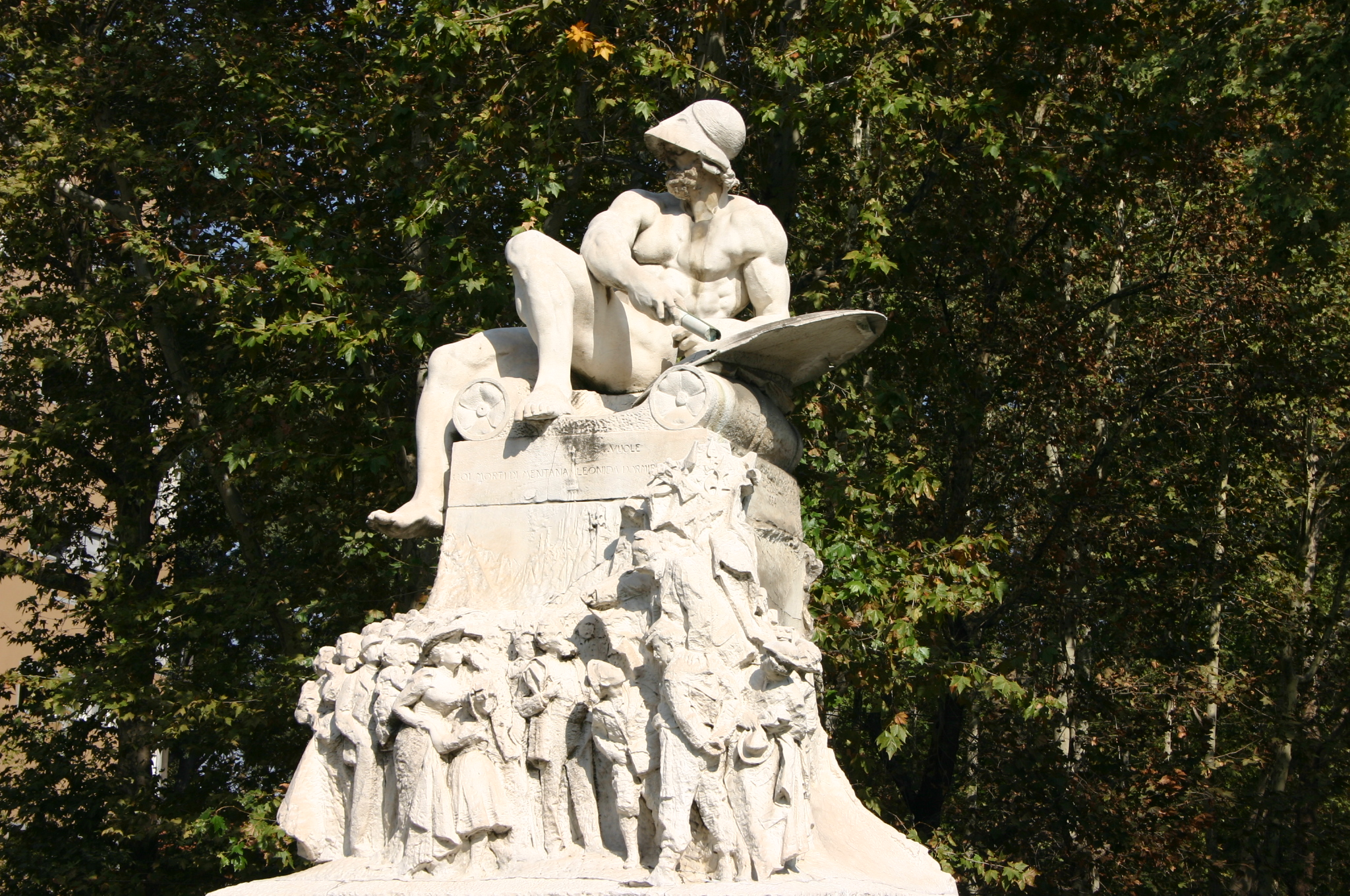
Cavallotti-Denkmal von 1906

Ernesto Bazzaro (* 29. März 1859 in Mailand; † 18. Mai 1937 ebenda) war ein italienischer Bildhauer.

## Leben
Bazzaros Vater war Antiquitätenhändler, sein Bruder Leonardo Bazzaro Maler. Ernesto Bazzaro studierte an der Accademia di Belle Arti di Brera bei Francesco Barzaghi, Ambrogio Borghi und Lorenzo Vela. Beeinflusst wurde er vor allem durch den Bildhauer Giuseppe Grandi und die Maler Daniele Ranzoni und Tranquillo Cremona. 1881 gewann er einen Preis für seinen Sordello und 1884 schuf er ein Garibaldimonument in Monza. Zu seinen frühesten erfolgreichen Werken außerhalb der Akademie gehört La vedova (Die Witwe) von 1886/88. Soziale Bezüge finden sich in mehreren seiner frühen Werke, so etwa im Invaliden und der Ausbeutung.
Seine Werke der Frühphase sind malerisch und schwungvoll, so etwa das Denkmal für Ermenegildo Castiglioni von 1897. Auf Protest stieß seine leichtbekleidete Figurengruppe für das Grabmal des Likörproduzenten Stefano Branca in Mailand, das er in den Jahren von 1897 bis 1900 schuf. Im Jahr 1908 wurde sie abgebaut und durch eine konventionellere Arbeit von Michele Vedani ersetzt. Für Pasquale Crespi schuf er ein Mausoleum, das dem literarischen Symbolismus verpflichtet war und den Zyklus des menschlichen Lebens zeigte. Es weist Bezüge zu Foscolo auf.
Zu seinen bekanntesten Werken gehört das Denkmal für Felice Cavallotti in Mailand. Es wurde 1906 vor der Bibliotheca Ambrosiana auf der Piazza della Rosa (heute: Piazza Pio XI.) aufgestellt, stieß aber nicht bei allen Betrachtern auf Gegenliebe und wurde 1943 an einen anderen Standort versetzt.
Bazzaro wirkte vor allem in Mailand, wo er auch Dekorationen an Gebäuden schuf, aber auch in Varese, Lecco, Como, Monza und Cremona.
Zu seinen Schülerinnen gehörte Lilli Kerzinger-Werth.